# Kavalan
Kavalan ili Kuvalan (endonim „kbaran”; „ljudi koji žive u ravnici”) (kineski: 噶 瑪蘭 族) autohtoni su narod Tajvana, dio veće tajvanske domorodačke etničke grupe. Kavalani su izvorno nastanjivali ravnicu Kabalnu suvremene regije Yilan. Većina njih se preselila u obalno područje regija Hualien i Taitung u 19. stoljeću. Njihov je jezik poznat kao kavalan. Trenutno najveće naselje Kavalana je selo Xinshe u regiji Hualien.

## Povijest
Legenda kaže da su Kavalani stigli morskim putem s istoka i kada su vidjeli zapanjujuću ljepotu, odlučili su ostati. Novopridošli Kavalani imali su mnoge bitke protiv lokalnih Atayala, a na kraju su Kavalani protjerali Atayale u planine - što ime veze sa značenjem imena „Kavalan” što znači "ljudi ravnice”. Kavalane su nazivali kao "36 kavalanskih plemena" (蛤仔 難 三 十六 社), iako je bilo više od 60 plemena. U prošlosti, plemena sjeverno od rijeke Lanyang zvali su se Saisehoan (西 勢 番), a oni južno od rijeke Tangsehoan (東 勢 番).
Najstariji povijesni zapis o Kavalanima bio je 1632. godine, kada je španjolski brod pogodio tajfun na tom području. Kavalani se spominju i 1650. godine u zapisu nizozemske tvrtke "East India Company (VOC)". Navodno je u nekom trenutku na tom području postojala španjolska pokrajina "Cabarán". Han Kinezi pokušali su se nastaniti na tom području još 1768. godine. Međutim, naseljavanje nije uspjelo do 1796. godine, kada je Ngo Soa (吳 沙) osnovao prvo selo (sada Toucheng). Naposljetku, još više Han Kineza ušlo je u ovo područje i život Kavalana bio je prisilno promijenjen. Mnogi od njih preselili su se u Beipu između 1830. i 1840. godine.
Kavalan jezik pripada velikoj austronezijskoj porodici, istočnoformoška skupina unutar koje s jezikom basay (byq) čini sjevernu podskupinu.

## Incident Karewan
Godine 1878., Kavalani i njihovi saveznici Sakizaye, borili su se protiv kineskih Qing osvajača. Ovaj događaj je završio kao katastrofa za Kavalane i Sakizaye jer su mnogi ubijenu, a događaj je nazvan i „incident Takobowan” (također poznat i kao „incident Galeewan” ili „bitka Kalyawan”). Mnoge su raselili Han doseljenici. Preostali Sakizaye, u međuvremenu, bili su prisiljeni spojiti se s drugim narodima, kao što su Ami, s ciljem zaštite svoga identiteta.